# Bathygobius andrei
Bathygobius andrei е вид бодлоперка от семейство Попчеви (Gobiidae). Видът не е застрашен от изчезване.

## Разпространение и местообитание
Разпространен е в Гватемала, Еквадор, Колумбия, Коста Рика, Никарагуа, Панама, Перу, Салвадор и Хондурас.
Обитава сладководни и полусолени басейни, тропически води, пясъчни и скалисти дъна на морета, заливи, рифове, крайбрежия и потоци. Среща се на дълбочина от 0,2 до 3 m, при температура на водата около 29,3 °C и соленост 33,5 ‰.

## Описание
На дължина достигат до 15,3 cm.
Популацията на вида е стабилна.